# Partido Revolucionario de los Trabajadores (Turquía)
El Partido Revolucionario de los Trabajadores (en turco: Devrimci İşçi Partisi) es un partido trotskista de Turquía establecido luego de un congreso de fundación realizado en 2007. Fue la sección turca de la Coordinadora por la Refundación de la Cuarta Internacional.